# Comunidad Brit Brajá

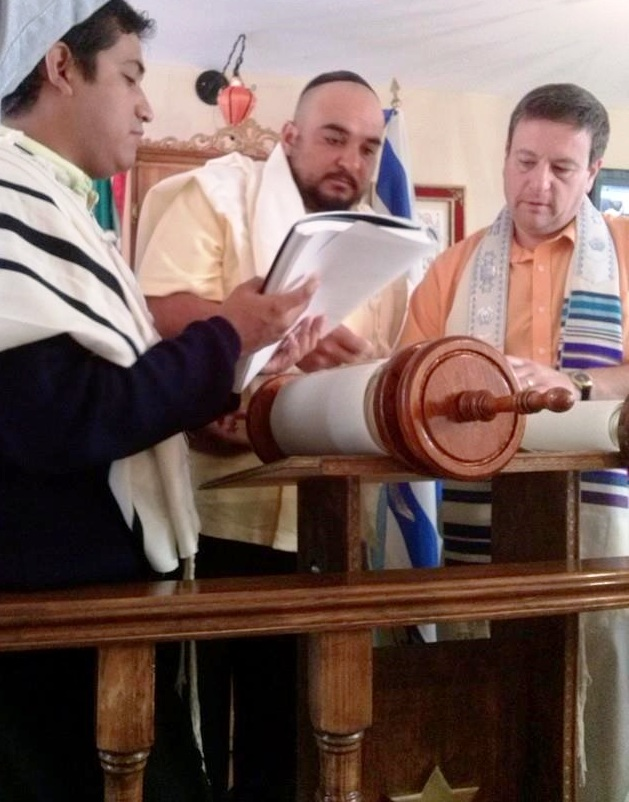
Servicio de Shabat en la Comunidad Brit Braja.

La Comunidad Brit Brajá de México, más conocida como Brit Braja, es una comunidad judía emergente, constituida legalmente como una asociación civil. Está compuesta en su mayoría por judíos conversos con algunos judíos históricos, aunque se considera a todos los miembros como judíos, sin distinción alguna. Es una comunidad no denominacional (Independiente de otras corrientes judías), pero se rige bajo los principios éticos y teológicos del judaísmo reformista o progresista, por lo que esta comunidad presenta un enfoque liberal y progresista del judaísmo, acorde a los tiempos en que se vive en el judaísmo.
Es una institución autosustentable y autónoma sin fines de lucro creada en torno a la idea de apertura y aceptación. Se especializa en el suministro de enseñanza a distancia para los Judíos en América Latina y España proporcionando una cobertura a los judíos de diversos orígenes que residen a lo largo de toda la república mexicana, Latinoamérica y otras partes del mundo  (Habla española), que comparten un pensamiento liberal.
Es la primera comunidad reformista o progresista en México y la única en Latinoamérica que transmite sus servicios religiosos ininterrumpidamente en línea y en tiempo real, transmitidos desde la Sinagoga Brit Brajá, así como también cuenta con una Yeshivá en línea la Yeshivá Brit Brajá. Tiene presencia en varios estados de la república mexicana.
Desde sus inicios en el año 2008 ha creado y traducido una gran cantidad de materiales del judaísmo liberal al español y por medio de la colaboración entrecha con Brit Braja Worldwide Jewish Outreach, con sede en los Estados Unidos  y otras organizaciones, ofrece ayuda, orientación y soporte a las comunidades liberales emergentes a lo largo de Latinoamérica y otras partes del mundo (Incluso de habla portuguesa e inglesa.). 
La Comunidad Reformista Brit Brajá de México, A. C. es un vínculo de apoyo para la vida judía, creando una red de judíos con sentido liberal, humano y reformista, para ser una comunidad reformista fuerte, unida, abierta. mantiene relaciones y esta en comunicación con otras comunidades judías y recibe visitantes de otras comunidades de otras corrientes del judaísmo.
Se caracteriza porque la mayoría de sus miembros tienen un alto grado académico o dedicarse al comercio, por ser una comunidad incluyente, tolerante y sin ningún tipo de discriminación debido a origen, raza, género o nivel socioeconómico, las mujeres pueden conducir servicios y ocupar cualquier cargo en la sinagoga; los servicios religiosos son en español y hebreo; así como también por el uso de las tecnologías de Información y Comunicación (TICs), como el uso de Sidur y otros textos sagrados en formato digital para los servicios religiosos; el uso de instrumentos musicales durante los servicios religiosos y otras  tecnologías.